# Chimerella
Chimerella é um género de anfíbios da família Centrolenidae. Está distribuído por Equador, Colômbia e Perú.

## Espécies
- Chimerella corleone Twomey, Delia, and Castroviejo-Fisher, 2014
- Chimerella mariaelenae (Cisneros-Heredia and McDiarmid, 2006)